# Dufauxia
Dufauxia is een kevergeslacht uit de familie van de boktorren (Cerambycidae). De wetenschappelijke naam van het geslacht werd voor het eerst geldig gepubliceerd in 1955 door Lane.

## Soorten
Dufauxia omvat de volgende soorten:
- Dufauxia guaicurana Lane, 1955
- Dufauxia kourouana Lane, 1970
- Dufauxia simplex Martins & Galileo, 2004
- Dufauxia thomasi Martins & Galileo, 2007
- Dufauxia trichocera Monné & Magno, 1990
- Dufauxia zikani Lane, 1970